# Beiwudangshan
Beiwudangshan (kinesisk skrift:   北武当山, pinyin: Běiwǔdāng Shān) er et helligt bjerg for taoismen/daoismen. Det ligger i amtet  Fangshan (方山县) i den kinesiske provins Shanxi. Det er opkaldt efter et af de mange navne til den daoistiske gud Den mørke kriger (Xuanwu) eller Sande kriger (Zhenwu), og hedder også Zhenwushan. Beiwudangshan nationalpark (北武当山国家公园) ligger i dette område. Det er et vigtigt område for daoismen. Det daoistiske  Beiwudangshan-templet (北武当山道观, Beiwudangshan daoguan) ligger i Fangshan.
Beiwudangshan er del af Lüliangbjergene.